# Zions Bancorporation
Zions Bancorporation es un holding bancario con sede en Salt Lake City, Utah. Zions Bancorporation se originó como Keystone Insurance and Investment Co. en abril de 1955. En abril de 1960, Keystone, junto con varios inversionistas individuales, adquirió una participación del 57,5 por ciento en Zions First National Bank de la Iglesia de Jesucristo de los Santos de los Últimos Días (Iglesia SUD). En 1965, el nombre de la empresa se cambió a Zions Bancorporation. (Sin embargo, operó como Zions Utah Bancorporation de 1966 a 1987).
La primera oferta pública de acciones de Zions Bancorporation se realizó en enero de 1966. Continuó habiendo algunos accionistas minoritarios hasta abril de 1972, cuando la empresa intercambió las acciones minoritarias restantes por acciones ordinarias. En 2018, Zions Bancorporation se fusionó con su subsidiaria bancaria, ZB, NA, que luego pasó a llamarse Zions Bancorporation, NA Zions Bancorporation ahora opera como un banco nacional que opera bajo ocho marcas locales, en lugar de como una sociedad de cartera.

## Historia
Un registro muy antiguo del Tribunal Testamentario del Condado de Salt Lake que documenta un pagaré comercial para el Zion's Bank, 20 de enero de 1875.
El último y cuarto intento de banco nacional creado en Utah, el Deseret National Bank, se constituyó en 1868. El Zions Bank se convirtió en una rama cuando se constituyó en julio de 1873. La Zion's Savings Bank & Trust Company fue creada por la Iglesia SUD para hacerse cargo del departamento de ahorros del Deseret National Bank. Brigham Young fue el primer presidente, y el objetivo del banco era fomentar el ahorro, ayudar a promover la inmigración a Utah y movilizar ahorros para la Iglesia SUD cuando las inversiones fueran de interés.
Durante el Pánico de 1893, el banco no sólo consiguió mantenerse solvente, sino que siguió creciendo.